# Красимир Георгиев (бизнесмен)
Красимир Георгиев е български бизнесмен и футболен деец. Бивш член на Изпълнителния комитет на БФС.

## Образование
- Средно общообразователно спортно училище гр. Хасково - 1981 г.
- Висше народно военно училище гр. Велико Търново, специалност Офицер от въоръжените сили на република България - 1985 г.
- Великотърновски университет гр. Велико Търново, специалност Икономика, степен Магистър - 2000 г.
- специализация: Военна академия „Г. С. Раковски“ гр. София, педагогика и психология - 1987 г.
- специализация: Бургаски свободен университет, гр. Бургас, право, 1994-1997 г.
- научна степен: Ижевски държавен технически университет, Ижевск, Руска федерация, докторант по икономика - 2003-2004 г.

## Бизнес и професионален опит
От 1985 г. до 1997 г. е офицер от Българската армия. Главен специалист на Управление окомплектоване на Генералния щаб на Българската армия. От май 1997 г. до януари 2000 г. е Председател на Съвета на Директорите и Изпълнителен директор на Динамо Сливен - дружеството е ликвидирано. От 2000 г. до 2003 г. е Директор във ФИК „АКБ Форес“ ХАД и Изпълнителен директор на „АКБ Комерс“ ХАД. От септември 2004 г. до септември 2007 г. е Изпълнителен директор на ПФК „Берое“ АД. От октомври 2005 г. е член на Изпълнителния комитет на БФС.
Красимир Георгиев участва в управлението на Електроавтоимпекс, Томако, Динамо-приват (фирмата е в ликвидация), Авто Електро Консултинг 2, Електро Авто Газ, Жика Газ, Крапа, Линц, Линеа Верде, ФИК АКБ Форес ХАД - клон Раднево, Гест, Комерсина, Вегатур, ТМК.
Участва като собственик в Крапа, Комерсина, Гест, Динамо-приват (фирмата е в ликвидация), Линц, Томако, Електро Авто Газ, Гама мотори, Линеа Верде и ТМК.